# Silnice I/2
Die Silnice I/2 (tschechisch für „Straße I. Klasse 2“) ist eine im Jahr 1998 als solche auf der Trasse der früheren Silnice II/333, der Silnice I/33 und der Silnice II/322 eingerichtete tschechische Staatsstraße (Straße I. Klasse).

## Verlauf
Die Straße beginnt an der Stadtgrenze von Prag in Říčany (Ritschan), wo sie in Richtung Prag, laut Daten der Ředitelství silnic a dálnic ČR (kurz ŘSD), als Silnice II/333 geführt, jedoch nicht ausgeschildert wird. Von dort aus verläuft sie weiter in östliche Richtung und über Zásmuky (Sasmuk) nach Kutná Hora (Kuttenberg), an dessen östlichem Rand die Silnice I/38 gekreuzt wird. Die Straße führt weiter nach Přelouč und schließlich nach Pardubice (Pardubitz), wo sie an der Silnice I/37 endet.
Die Länge der Straße beträgt rund 87 Kilometer.

## Weitere Planungen

### Umfahrung Pardubice

#### Abschnitt E66: Südwestumfahrung Pardubice
Nördlich von Barchov soll mit einem Kreisverkehr vom jetzigen Verlauf der I/2 abzweigt werden. Die Straße verläuft anschließend südlich des Flughafens und mündet an der Anschlussstelle Dražkovice in die Silnice I/37. Dabei überquert sie die Bahnstrecke Havlíčkův Brod–Pardubice mit einer Brücke. Alle Knotenpunkte werden als Kreisverkehre ausgeführt. Der Abschnitt hat eine geplante länge von 7,6 km. Der Baustart ist für 2025 geplant und soll 2027 abgeschlossen sein.

#### Abschnitt E50: Südostumfahrung Pardubice
Der 3,1 km lange Abschnitt beginnt an der Anschlussstelle Dražkovice der Silnice I/37 und verläuft in nordöstliche Richtung bis zur Silnice II/322. Alle Knotenpunkte werden als Kreisverkehre ausgeführt. Der Abschnitt beinhaltet zudem eine Brücke über die Chrudimka. Der Bau soll 2023 beginnen und 2025 abgeschlossen sein.

#### Abschnitt E71: Südostumfahrung Pardubičky-Sezemice
Der 4,7 km lange Abschnitt schließt an den vorherigen an und endet in der sich ebenfalls noch in Planung befindlichen Ortsumfahrung Sezemice der Silnice I/36. Auch in diesem Abschnitt sind alle Knotenpunkte als Kreisverkehre ausgeführt. Auf etwa halber Strecke werden die Bahnstrecke Česká Třebová–Praha und Silnice II/322 mittels Brücke überquert. Ein Zeithorizont für die Bauphase wurden noch nicht veröffentlicht.

## Geschichte
Von 1940 bis 1945 bildete die Straße von Kutná Hora bis Přelouč einen Teil der Reichsstraße 366.